# Mosquée bleue de Tabriz
Pour les articles homonymes, voir Mosquée bleue (homonymie).
La mosquée bleue est un édifice religieux situé à Tabriz, construite en 1465 pour une dynastie Turkmène. La mosquée a été gravement endommagée lors d'un tremblement de terre en 1780, ne laissant que l'iwan,. Elle est actuellement assez ruinéemais appartenait à un grand complexe architectural comprenant entre autres une citerne, une bibliothèque, une tombe et une khanqah. La partie survivante n'est d'ailleurs pas clairement identifiée

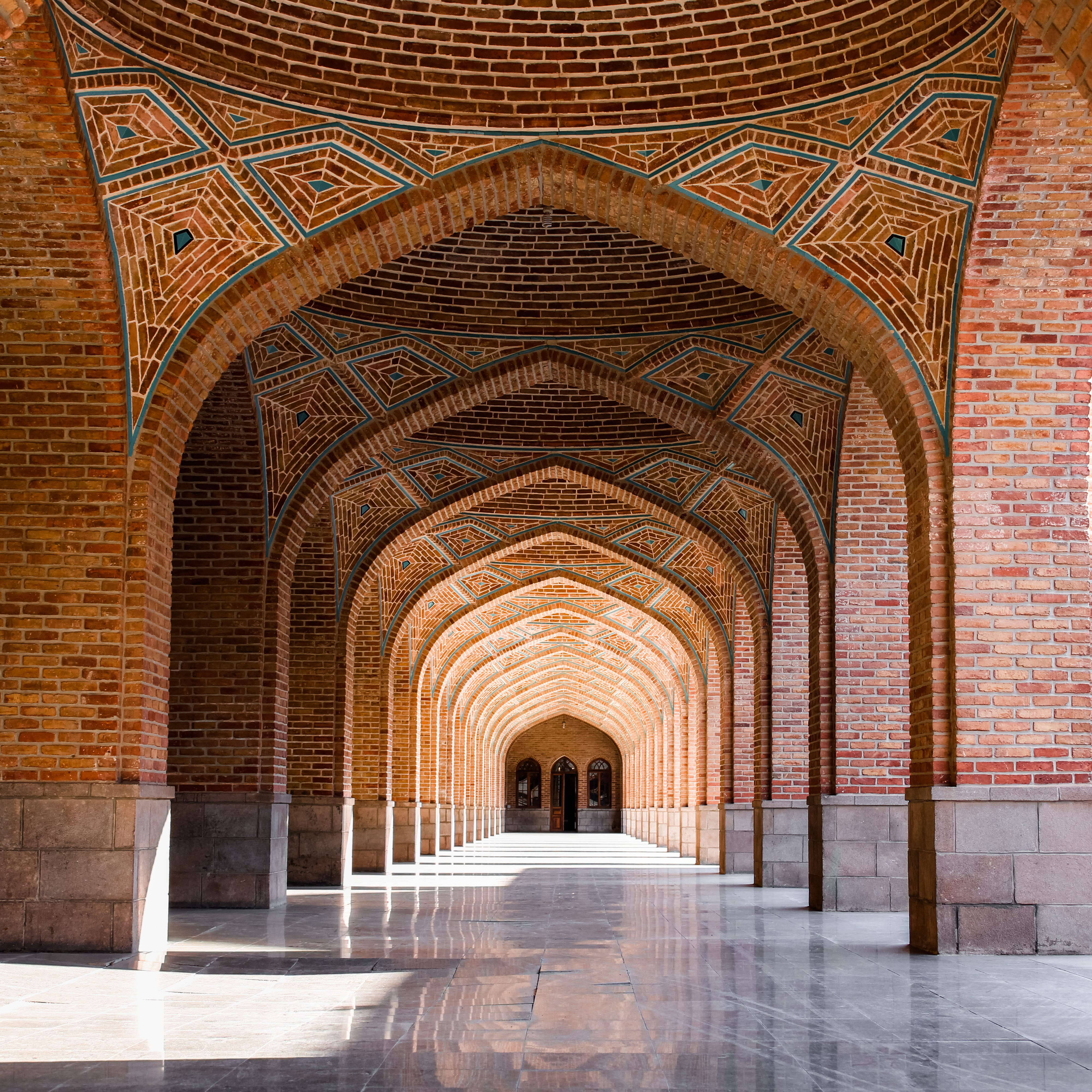
Arcades de la mosquée bleue de Tabriz.

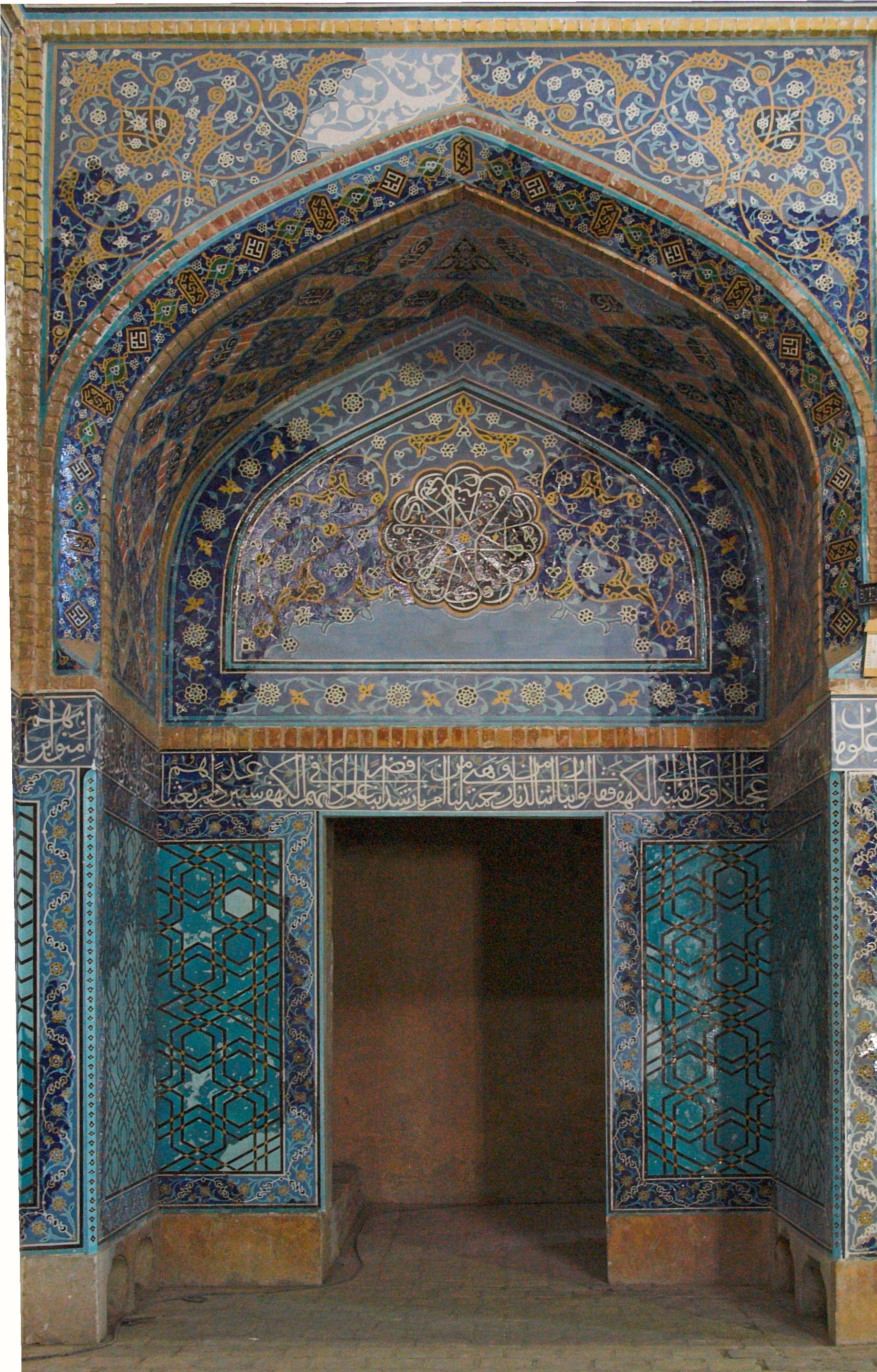
Détail des restaurations en cours sur les céramiques à l'intérieur de la mosquée bleue.

Le plan de cette mosquée était proche de celui de la mosquée de Van (1389-1400) : une chambre sous dôme entourée sur trois côtés d'un portique en U et pourvue d'une excroissance qui servait peut-être de mausolée. Deux minarets surplombaient l'édifice.
Le décor, d'une qualité assez exceptionnelle, était réalisé en carreaux de céramique glaçurée de six couleurs et en lambris de marbre. Le vocabulaire décoratif des timurides, notamment les palmettes rumies, s'y retrouve, comme dans la plupart des constructions turkmènes.
Cette mosquée constitue un jalon important dans l'architecture islamique. Elle pourrait avoir inspiré les réalisateurs de la mosquée Verte de Brousse, à laquelle travaillèrent des artisans de Tabriz.
Le peintre paysagiste français Jules Laurens s'est inspiré de la mosquée lors d'un voyage en Perse au milieu du XIXe siècle.

## Notes et références

La mosquée bleue à Tauris en Perse, par Jules Laurens (1872). Musée Fabre, Montpellier.